# Alberta c. Hutterian Brethren of Wilson Colony

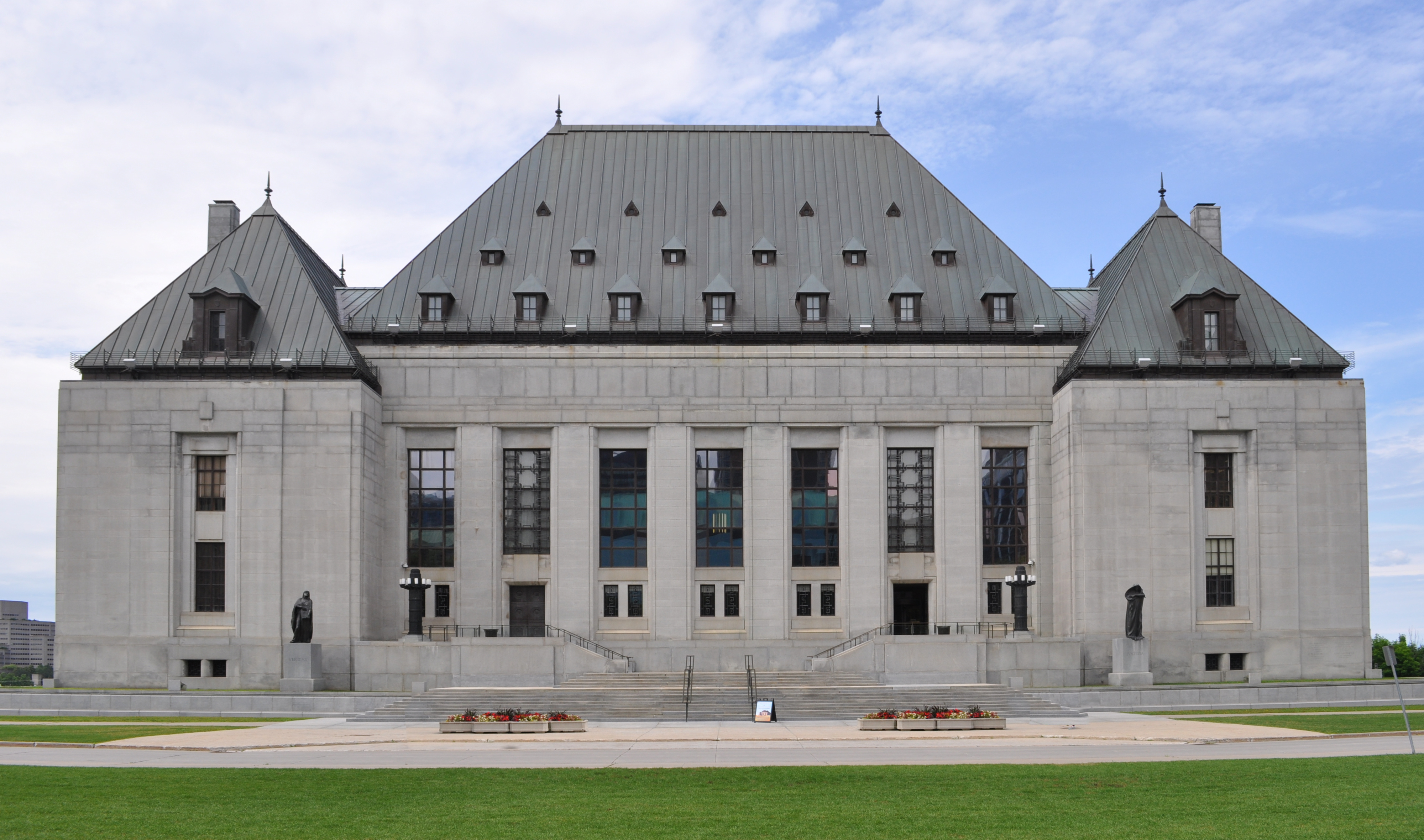
La Cour Suprême du Canada, à Ottawa, Canada.

Alberta c. Hutterian Brethren of Wilson Colony  est un arrêt de principe de la Cour suprême du Canada concernant la liberté de religion. Le plus haut tribunal s'est demandé si l'exigence que tous les conducteurs titulaires d'un permis soient photographiés violait de manière inconstitutionnelle le droit des huttérites à la liberté de religion.

## Ratio decidendi du jugement
La Cour suprême a conclu que « le règlement est justifié au sens de l’article premier de la Charte .  Les règlements sont des mesures prescrites par une règle de droit pour l’application de l’article premier et l’objectif du règlement contesté de préserver l’intégrité du système de délivrance des permis de conduire d’une façon qui réduit au minimum le risque de vol d’identité est manifestement un objectif urgent et réel susceptible de justifier des restrictions aux droits.  La photo obligatoire universelle permet au système de garantir que chaque permis correspond à une seule personne et que personne ne détient plus d’un permis.  La province avait le droit de prendre un règlement concernant non seulement la question principale de la sécurité routière, mais aussi les problèmes connexes associés au système de délivrance des permis ».